# Baratranthus nodiflorus
Baratranthus nodiflorus är en tvåhjärtbladig växtart som först beskrevs av Thw., och fick sitt nu gällande namn av Van Tiegh.. Baratranthus nodiflorus ingår i släktet Baratranthus och familjen Loranthaceae. Inga underarter finns listade i Catalogue of Life.